# José Guerrero (pintor)
José García Guerrero (Granada, 27 de octubre de 1914-Barcelona, 23 de diciembre de 1991) fue un pintor y grabador español nacionalizado estadounidense, enmarcado dentro del expresionismo abstracto.

## Biografía
Hijo de Emilio García López y de Gracia Guerrero Padial, José Guerrero estudió con los Escolapios de Granada hasta 1928. La muerte de su padre el 9 de enero de 1929 le obliga a abandonar los estudios y trabaja de aprendiz en varios oficios. En 1931 se matriculó en la Escuela de Artes y Oficios de Granada, donde siguió estudios en horario nocturno. Tras un enfrentamiento con el profesor Gabriel Morcillo, Guerrero abandonó la Escuela en 1934. Se fue al servicio militar a finales de 1935, a la ciudad de Ceuta, donde le sorprendería la Guerra Civil. Acabada la guerra, en 1940, viajó a Madrid para estudiar en la Academia de San Fernando. Más tarde marchó a París (1945), donde conoció la obra de la vanguardia europea, y en particular, de los pintores españoles como Picasso, Miró o Gris. En esta primera época su obra aún es figurativa. En 1948 y 1949 estuvo residiendo en el Colegio de España de París donde coincidió con Eduardo Chillida, Pablo Palazuelo y Eusebio Sempere entre otros. En París, el 25 de abril de 1949, se casó con Roxane Whittier Pollock, periodista estadounidense, y recorrió España de viaje de novios. Al final del verano, viajó a Londres y estudió inglés. En noviembre de 1949 se instaló en Estados Unidos. Primero en casa de sus suegros y más tarde en Nueva York, capital del arte moderno. El pintor adopta la nacionalidad estadounidense en 1953. Hacia 1961 sufrió una fuerte depresión por la muerte de un amigo, por la que recibió ayuda médica durante cuatro años. Después, en 1965, visitó en solitario España y decidió volver: Frigiliana (Málaga), Cuenca y Madrid, serán sus lugares de referencia.

## Trayectoria
En Estados Unidos comenzó a realizar pintura abstracta, formando parte de la Escuela de Nueva York, en cuyas exposiciones participó. Se nota entonces la influencia de pintores como Franz Kline, Mark Rothko, Clyfford Still y Barnett Newman en su obra. Destaca sobre todo por su cromatismo, el uso que hace de las masas de color. A partir de 1960, aunque seguía viviendo en Estados Unidos, viajó en varias ocasiones a España, y fue uno de los intervinientes en la creación del Museo de Arte Abstracto de Cuenca. Entre los premios y distinciones que recibió a lo largo de su vida, cabe mencionar que fue nombrado Caballero de las Artes y las Letras por el gobierno francés (1959).

## Regreso a España
Tras más de 16 años en EE. UU., en 1966 volvió a Granada. José Guerrero se fue a vivir a una casa de campo en Frigiliana (Málaga), aunque pasaba grandes temporadas en Madrid. Eran frecuentes sus visitas a Víznar, donde Federico García Lorca fue asesinado (su gran cuadro, La brecha de Víznar, fechado en 1966, da fe de ellas).

## Obras
Hay obras de Guerrero en el Museo Guggenheim de Nueva York, en el Museo Nacional Centro de Arte Reina Sofía (Madrid) y en el Museo de Arte Abstracto Español (Cuenca). En Granada existe un centro de arte que lleva su nombre, Centro José Guerrero, inaugurado en el año 2000, con fondos pertenecientes a la colección familiar, que los cedió a la Diputación de Granada.
En 2017 se publicó el catálogo razonado de su obra gráfica, José Guerrero, Obra gráfica : catálogo razonado, 1950-1991, ISBN 978-84-7807-587-4.